# Joy Tivy
Joy Tivy, née le 24 août 1924 à Carlow (Irlande) et décédée le 10 juillet 1995, est une professeure irlandaise de géographie physique à l'Université de Glasgow. Elle contribue à faire de la biogéographie une sous-discipline distincte de la géographie. Son livre Biogeography: A Study of Plants in the Ecosphere a été l'ouvrage de biogéographie le plus vendu au monde. Elle a publié plus de 40 articles, livres et rapports et conseillé de nombreuses  organisations et agences gouvernementales. Ses qualités d'enseignante sont aussi appréciées que ses recherches : elle est connue pour être enthousiaste et engageante auprès d'un large éventail de publics. En l'honneur de son engagement dans l'enseignement, et particulièrement celui de la géographie, la Royal Scottish Geographical Society a créé une médaille à son nom, la Joy Tivy Education Medal .

## Biographie
Joy Tivy est née à Carlow, en Irlande, le 24 août 1924.
En 1942 elle commence des études à l'University College Dublin où elle étudie la géographie comme matière principale, avec comme domaines secondaires la botanique et la géologie. Excellente étudiante de premier cycle, elle obtient les meilleurs résultats aux examens hautement compétitifs de 1944, ce qui lui offre le statut de chercheuse. En 1946 elle obtient son diplôme, avec les honneurs de première classe, et après une brève période d'enseignement à l'Université de Leeds, elle accepte un poste à l'Université d'Édimbourg où elle termine son doctorat. Dans le cadre de sa thèse intitulée Une étude de l'effet des facteurs physiques sur la végétation des pâturages de collines dans des zones sélectionnées du sud de l'Écosse, elle réalisa une partie de son terrain à cheval. En 1956 elle déménage à l'Université de Glasgow où elle reste durant tout le reste de sa carrière. Elle occupe notamment le poste de cheffe du département de géographie et de topographie. En 1976 elle est alors la deuxième femme à obtenir une chaire à l'Université de Glasgow .
En 1984 elle est élue membre de la Royal Society of Edinburgh. Ses parrains étaient John Lenihan, William Whigham Fletcher, Donald Michie, Sydney Checkland, John Cameron et James Wreford Watson. Elle est également élue membre de Institute of Biology du Royaume-Uni .
Elle s'est activement impliquée dans la Scottish Field Studies Association, dont dix ans en tant que présidente, et comme rédactrice en chef du Scottish Geographical Magazine de 1955 à 1965.
En plus de ses activités universitaire, elle effectue des missions de conseil auprès du Parlement européen et de l'Agence écossaise pour l'environnement.
Après sa retraite en 1989, elle est élue membre de la Royal Scottish Geographical Society.
Aquarelliste accomplie et amatrice d'opéra, elle est décédée le 10 juillet 1995 dans le Galloway.

## Travaux
Ses recherches portent sur l'étude de la biogéographie à partir de la géologie et de l'évolution de la végétation. Elle effectue également des études de géographie régionale (Amérique du Nord). Elle s'est notamment distinguée par son analyse de l'impact des loisirs sur le milieu des lochshores. Ardente défenseure de l'importance des études sur le terrain, elle estime qu'elles permettent de fournir des compétences essentielles aux personnes diplômées en géographie.
Son principal ouvrage, Biogeography: A Study of Plants in the Ecosphere, a été le livre de biogéographie le plus vendu au monde et édité pendant plus de vingt ans,. Il synthétise ses recherches et l'état de la discipline biogéographique de 1971, date de sa première édition, à 1993 troisième et dernière édition.
En 1971, Joy Tivy regrette dans sa préface le sous-développement de la biogéographie, considérée comme la « Cendrillon de la géographie ». Le livre reprend des éléments historiques, dont ceux d'Humboldt, définit les principales notions de la biogéographie (aire, communauté, climax). Joy Tivy développe le terme de biosphère et fait émerger le terme d'écosphère. Cet ouvrage fait d'elle l'une des principales biogéographes du monde.
L'édition de 1993 acte le développement de la discipline biogéographique : "non seulement la biogéographie est désormais fermement établie, mais elle faisait également partie intégrante de la géographie". Son ouvrage s'enrichit des concepts systémiques et des rapports entre l'homme et son environnement. Elle étudie l'utilisation des ressources et la place de l'homme dans la biosphère, les relations entre composants abiotiques et biotiques et l'interdépendance entre les écosystème. Toutefois, son travail laisse de côté le rôle des animaux dans les écosystèmes.

## Hommage
En son honneur, la Royal Scottish Geographical Society a créé la Joy Tivy Education Medal. Elle est décernée chaque année depuis 2008 « en reconnaissance d'une contribution exceptionnelle à l'éducation géographique ».

## Publications
Ses livres les plus connus :
- Agricultural Ecology. Tivy, Joy. 1990. Longman Scientific and Technical.
- Biogeography: A Study of Plants in the Ecosphere. Tivy, Joy. 1993. Routledge.
- Human Impact on the Ecosystem (Conceptual frameworks in geography). Tivy, Joy. O'Hare, G. 1982. Oliver & Boyd.
- The Organic Resources of Scotland. Tivy, Joy. 1973. Edinburgh: Oliver and Boyd.
- The Glasgow region: a general survey. Eds. Ronald Miller and Joy Tivy. 1958. Edinburgh: T. & A. Constable.

Web of Science répertorie 33 articles à son nom.